# 马懿
马懿（1959年4月—），男，回族，河北安国人，中华人民共和国政治人物。洛阳农机学院机械工程一系机械制造工艺及设备专业本科毕业。

## 生平
1977年3月参加工作。1982年1月加入中国共产党。1982年本科毕业后历任洛阳工学院机械工程一系团委书记、共青团洛阳市委副书记、共青团洛阳市委书记。
1991年10月，任中共河南省新安县委副书记、县人民政府县长。1994年5月，任中共新安县委书记、县人大常委会主任。1996年3月，任中共洛阳市委常委、宣传部长。1998年12月，任中共洛阳市委常委、市纪委书记。2001年9月，任中共洛阳市委副书记、市纪委书记。
2003年6月，任中共郑州市委副书记、市纪委书记。2006年6月，任中共郑州市委常务副书记（正市级）、市纪委书记。2006年9月，任中共郑州市委常务副书记（正市级）（期间于2008年9月至2009年3月，兼任郑东新区管委会主任、党工委书记）。2009年6月，任中共郑州市委常务副书记（正市级），郑州市委党校校长。
2010年11月，任河南省环境保护厅厅长、党组书记。
2011年12月，任中共郑州市委副书记，市人民政府副市长、代市长、党组书记。2012年2月，任中共郑州市委副书记，市人民政府市长、党组书记。
2016年4月，升任中共河南省委常委。2016年5月，兼任中共郑州市委书记。
2013年，担任全国人大代表。
2019年1月，任中共河南省委常委，郑州市委书记，河南省人大常委会副主任。2019年6月，不再担任河南省委常委，郑州市委书记。